# Frankrigs U/19-fodboldlandshold
| Navn                        | Équipe de France de football des moins de 19 ans |
| Kaldenavn                   | Les Bleus                                        |
| Forbund                     | Fédération Française de Football                 |
| Sammenslutning              | UEFA                                             |
| Træner                      | Patrick Gonfalone                                |
| Spillerdragter              |                                                  |
| \| Hjemmebane \| Udebane \| |                                                  |
| Hjemmebane                  | Udebane                                          |

Frankrigs U/19-fodboldlandshold består af de bedste franske fodboldspillere der er 19 år gamle eller yngre udvalgt af FFF

## Sejre
- Europamesterskabet :
  - Vinder i 1949, 1986, 1996, 1997, 2000, 2005, 2010
  - Finalist i 1950, 1968, 2013

## Trænere
- 2005-2007 : Philippe Bergeroo
- 2001-2002 : François Blaquart
- 2009-2010 : Francis Smerecki
- 2010-2011 : Philippe Bergeroo
- 2011-2012 : Pierre Mankowski
- 2012-2014 : Francis Smerecki
- siden 2014 : Patrick Gonfalone